# Бисага Велика (Пашман)
Бисага Велика је мало ненасељено острво у хрватском делу Јадранског мора. Припада акваторији Општине Пашман, са групом од 10 острва и острваца од који је већина у Пашманском каналу.
Налази се око 2,5 км источно од острва Пашман и око 0,5 км северозападно од Гармењака. Површина острва износи 0,017 км². Дужина обалске линије је 0,5 км.. Највиши врх на острву је висок 17 метара.